# Roger Gyllin
Roger Gyllin, född 9 februari 1942 i Örebro, är en svensk slavist och professor emeritus vid Uppsala universitet.
Gyllin blev fil. kand. 1967, fil. mag. 1971 och fil. dr. i slaviska språk 1991, allt vid Uppsala universitet. Avhandlingen The genesis of the modern Bulgarian literary language var den första i ämnet bulgariska vid universitetet. Han utnämndes till docent vid samma lärosäte 2000 och till professor i bulgariska 2008; han blev den första professorn i ämnet i Skandinavien. Från 1970 fram till pensioneringen 2009 skötte han praktiskt taget egenhändigt universitetets undervisning i bulgariska på alla nivåer.